# Kington, Worcestershire
Kington är en ort och civil parish i Storbritannien.   Den ligger i grevskapet Worcestershire och riksdelen England, i den södra delen av landet, 150 km nordväst om huvudstaden London. Kington ligger 59 meter över havet och antalet invånare är 2 655.
Terrängen runt Kington är platt. Runt Kington är det ganska tätbefolkat, med 166 invånare per kvadratkilometer. Närmaste större samhälle är Worcester, 13,9 km väster om Kington. Trakten runt Kington består till största delen av jordbruksmark.